# Kabinett Woidke II
Das zweite Kabinett Woidke bildete vom 5. November 2014 bis zum 20. November 2019 die Landesregierung des Landes Brandenburg. Obwohl die bisherigen Regierungsparteien SPD (mit einem Minus von 1,1 Prozentpunkten) und Die Linke (mit einem Minus von 8,6 Prozentpunkten) bei der Wahl zum 6. Landtag vom 14. September 2014 deutliche Stimmenverluste erlitten und ihre Mehrheit im Landtag von zuletzt 54 Stimmen auf nun 47 Stimmen schrumpfte, einigten sich die Parteien auf eine Fortsetzung des seit November 2009 bestehenden „rot-roten“ Regierungsbündnisses. Gegenüber dem Vorgängerkabinett Woidke I wurde die neue Landesregierung auf mehreren Positionen neu besetzt.
In der 2. Sitzung des Brandenburger Landtags am 5. November 2014 wurde Dietmar Woidke (SPD) erneut zum Ministerpräsidenten gewählt. Anschließend ernannte er die Minister der Landesregierung. Die SPD besetzte sechs Ministerien, Die Linke erhielt drei Ressorts und stellte den stellvertretenden Ministerpräsidenten.

## Kabinett
| Amt bzw. Ressort                                 | Bild | Name                                                                                | Partei    | Partei                                                                          | Staatssekretäre | Partei    | Partei    |
| ------------------------------------------------ | --- | ----------------------------------------------------------------------------------- | --------- | ------------------------------------------------------------------------------- | --- | --------- | --------- |
| Ministerpräsident Staatskanzlei                  | | Dietmar Woidke                                                                      |           | SPD                                                                             | Chef der Staatskanzlei: Rudolf Zeeb (bis 23. August 2016) Thomas Kralinski (30. August 2016 bis 12. Juni 2018) Martin Gorholt (ab 12. Juni 2018) |           | SPD       |
| Ministerpräsident Staatskanzlei                  | Bevollmächtigter des Landes Brandenburg beim Bund und für Medien; ab März 2015 auch Beauftragter für Internationale Beziehungen: Thomas Kralinski (bis 30. August 2016) Martin Gorholt (30. August 2016 bis 12. Juni 2018) Thomas Kralinski (ab 12. Juni 2018) | Dietmar Woidke                                                                      |           | SPD                                                                             | |           | SPD       |
| Ministerpräsident Staatskanzlei                  | Flughafenkoordinator der Landesregierung: Rainer Bretschneider | Dietmar Woidke                                                                      |           | SPD                                                                             | parteilos |           |           |
| Stellvertreter des Ministerpräsidenten           | | Christian Görke                                                                     |           | Die Linke                                                                       | |           |           |
| Finanzen                                         | Daniela Trochowski | Christian Görke                                                                     |           | Die Linke                                                                       | Die Linke |           |           |
| Inneres und Kommunales                           | | Karl-Heinz Schröter                                                                 |           | SPD                                                                             | Arne Feuring (bis 10. Juni 2015) |           | parteilos |
| Inneres und Kommunales                           | Matthias Kahl (10. Juni 2015 bis 18. April 2016) | Karl-Heinz Schröter                                                                 |           | SPD                                                                             | |           | parteilos |
| Inneres und Kommunales                           | Katrin Lange (ab 18. April 2016) | Karl-Heinz Schröter                                                                 |           | SPD                                                                             | SPD |           |           |
| Justiz, Europa und Verbraucherschutz             | | Helmuth Markov (bis 22. April 2016)                                                 |           | Die Linke                                                                       | Staatssekretär für Justiz: Ronald Pienkny (ab 11. November 2014)                                                                                 |           | Die Linke |
| Justiz, Europa und Verbraucherschutz             | Stefan Ludwig (ab 28. April 2016) | Staatssekretärin für Europa und Verbraucherschutz: Anne Quart (ab 9. Dezember 2014) |           | Die Linke                                                                       | |           | Die Linke |
| Arbeit, Soziales, Gesundheit, Frauen und Familie | | Diana Golze (bis 28. August 2018)                                                   | Die Linke | Almuth Hartwig-Tiedt (bis 1. Oktober 2018) Andreas Büttner (ab 1. Oktober 2018) | Die Linke |           |           |
| Arbeit, Soziales, Gesundheit, Frauen und Familie | Stefan Ludwig (kommissarisch) (28. August bis 19. September 2018) |                                                                                     | Die Linke | Almuth Hartwig-Tiedt (bis 1. Oktober 2018) Andreas Büttner (ab 1. Oktober 2018) | Die Linke |           |           |
| Arbeit, Soziales, Gesundheit, Frauen und Familie | Susanna Karawanskij (ab 19. September 2018) |                                                                                     | Die Linke | Almuth Hartwig-Tiedt (bis 1. Oktober 2018) Andreas Büttner (ab 1. Oktober 2018) | Die Linke |           |           |
| Wirtschaft und Energie                           | | Albrecht Gerber (bis 19. September 2018)                                            |           | SPD                                                                             | Hendrik Fischer |           | SPD       |
| Wirtschaft und Energie                           | Jörg Steinbach (ab 19. September 2018) |                                                                                     |           | SPD                                                                             | Hendrik Fischer |           | SPD       |
| Bildung, Jugend und Sport                        | | Günter Baaske (bis 28. September 2017)                                              | SPD       | Thomas Drescher                                                                 | | parteilos |           |
| Bildung, Jugend und Sport                        | Britta Ernst (ab 28. September 2017) |                                                                                     | SPD       | Thomas Drescher                                                                 | | parteilos |           |
| Ländliche Entwicklung, Umwelt und Landwirtschaft | | Jörg Vogelsänger                                                                    | SPD       | Carolin Schilde                                                                 | parteilos |           |           |
| Infrastruktur und Landesplanung                  | | Kathrin Schneider                                                                   | SPD       | Katrin Lange (11. November 2014 bis 2. Mai 2016) Ines Jesse (ab 3. Mai 2016)    | | SPD       |           |
| Wissenschaft, Forschung und Kultur               | | Sabine Kunst (bis 8. März 2016)                                                     | SPD       | Martin Gorholt (bis 30. August 2016)                                            | SPD |           |           |
| Wissenschaft, Forschung und Kultur               | Ulrike Gutheil (ab 20. September 2016) | Sabine Kunst (bis 8. März 2016)                                                     | SPD       |                                                                                 | parteilos |           |           |
| Wissenschaft, Forschung und Kultur               | Ulrike Gutheil (ab 20. September 2016) | Martina Münch (ab 9. März 2016)                                                     | SPD       |                                                                                 | parteilos |           |           |